# Nyamahiti
Nyamahiti är ett vattendrag i Burundi.   Det ligger i provinsen Ngozi, i den norra delen av landet, 90 km nordost om huvudstaden Bujumbura.
Omgivningarna runt Nyamahiti är en mosaik av jordbruksmark och naturlig växtlighet. Runt Nyamahiti är det tätbefolkat, med 356 invånare per kvadratkilometer.